# Hanna Lütje
Hanna Lütje (* 1978 in Hamburg) ist eine deutsche Schauspielerin.

## Leben
Hanna Lütje wurde 1978 als Tochter des Bootsbaumeisters Thomas Lütje in Hamburg geboren und hat einen älteren Bruder.
Lütje absolvierte eine Schauspielausbildung an der Central School of Speech and Drama in London (2000) sowie von 2005 bis 2007 an der Filmschauspielschule Berlin. 2008 folgte zusätzlich ein Schauspielcoaching bei Sigrid Andersson bei der Schauspielagentur Die Tankstelle in Berlin. Außerdem besuchte sie Schauspielkurse in der Meisner Technique.
Lütje spielte seit 2006 zunächst Filmrollen in einigen Kurzfilmen und Hochschulfilmen. Ab 2007 war sie regelmäßig auch in Fernsehrollen zu sehen, meistens in Fernsehserien, so unter anderem in Unschuldig, Danni Lowinski und Da kommt Kalle. Von 2008 bis 2009 hatte sie eine durchgehende Serienrolle als Carmen Boscharski in der Serie Klinik am Alex; sie spielte in der Serie eine Krankenschwester und, an der Seite von Guido Broscheit die Ehefrau des Arztes Dr. Kai Boscharski.
2011 spielte sie eine Episodenhauptrolle in der MDR-Fernsehserie In aller Freundschaft; sie verkörperte darin in der Folge Selbstüberschätzung, neben Barbara Focke, die Rolle der jungen Pferdewirtin Anja Seidel, die gemeinsam mit ihrer Mutter ein hochverschuldetes Gestüt führt. Für den MDR übernahm sie auch die Rolle der Kaiserin Adelheid von Burgund in der Folge Kaiserin Adelheid: Die mächtigste Frau der Ottonen in der Dokumentationsreihe Geschichte Mitteldeutschlands.
2011 spielte sie eine Hauptrolle in der ARD-Serie Rote Rosen. Sie verkörpert die skrupellose pharmazeutisch-technische Assistentin Nadine Dorn, die zusammen mit dem Lüneburger Geschäftsmann Falk Landau einen illegalen Handel mit gefälschten Medikamenten organisiert; in dieser Rolle spielt sie erneut an der Seite von Guido Broscheit. 
Lütje spielte mehrfach auch Theater, so unter anderem 2007 am Ballhaus Ost die Agnès in der Komödie Die Schule der Frauen und die Doris in einer Bühnenfassung des Romans Das kunstseidene Mädchen. In der Spielzeit 2009/2010 trat sie – im Sprechchor – an der Volksbühne Berlin in den Dramenskizzen Seestücke von Friedrich Schiller auf.
Lütje lebt in Berlin.

## Filmografie (Auswahl)
- 2006: Dinner for two (Kurzfilm)
- 2006: Das Schwein (Kurzfilm)
- 2006: Sundays (Kurzfilm)
- 2006: Sehnsüchte (Kurzfilm)
- 2008: Die Hitzewelle – Keiner kann entkommen
- 2008: Tatort – Das schwarze Grab
- 2008: Unschuldig
- 2008–2009: Klinik am Alex
- 2009: Fire!
- 2010: Luks Glück
- 2010: Danni Lowinski
- 2010: Notruf Hafenkante
- 2011: Da kommt Kalle
- 2011: In aller Freundschaft
- 2011: Rote Rosen
- 2015: Nele in Berlin
- 2015: Die Bergretter – Atemlos